# Fredriksdal
Fredriksdal is een plaats in de gemeente Nässjö in het landschap Småland en de provincie Jönköpings län in Zweden. De plaats heeft 318 inwoners (2005) en een oppervlakte van 47 hectare.